# Georges Cahen-Salvador
Pour les articles homonymes, voir Cahen et Salvador.
Georges Joseph Ernest Cahen-Salvador, né le 15 mars 1875 dans le 2e arrondissement de Paris et décédé le 5 février 1963 dans le 17e arrondissement de Paris, est un haut fonctionnaire français.

## Biographie
Georges Cahen-Salvador est le fils de Salvador Cahen, négociant, et Mathilde Hesse. Docteur en Droit, il entre au Conseil d’État en 1898.
Durant la Première Guerre mondiale, il est chargé de créer et de diriger le Service général des prisonniers de guerre au Ministère de la Guerre, et préside la Commission des prisonniers de guerre à la Conférence de la Paix en 1919.
Il rédige en 1929 l'un des premiers livres sur les prisonniers de guerre et siège au Conseil d’administration de la Croix-Rouge.
Directeur des retraites au Ministère du Travail, il est chargé de rédiger le projet de loi sur les Assurances sociales en 1928.
De 1927 à 1934, il est délégué de la France à la Société des Nations.
De 1936 à 1940, il préside la section de l’intérieur du Conseil d'État.
Il est secrétaire général du Conseil national économique durant tout l'entre-deux-guerres. Il travaille alors avec les représentants de syndicats et d'associations ainsi que de nombreux hauts fonctionnaires mobilisés comme rapporteurs. Son jeune collègue du Conseil d'Etat, Alexandre Parodi, travaille à ses côtés comme secrétaire général adjoint.
À la Libération, il est réintégré dans ses fonctions au Conseil d'État dont il avait été destitué par les lois anti-juives du Régime de Vichy. Cahen-Salvador est nommé Commissaire général aux dommages de guerre au Ministère de la reconstruction et de l'urbanisme en 1945. Il est directeur de publication de France-Illustration.

## Famille
Il épouse le 30 mars 1908 à la mairie du 8e arrondissement de Paris Madeleine Cahen-Salvador née Katz (née le 16 mars 1888). Le couple a deux fils. L'aîné Jean Cahen-Salvador, né le 25 décembre 1908 à Paris, s'évada du Convoi No. 62 parti le 20 novembre 1943 qui l'emmenait du Camp de Drancy vers Auschwitz. Il devint lui aussi Conseiller d'État. Le cadet Gilbert Cahen-Salvador est né le 5 octobre 1911 à Paris, prend la direction du magazine France-Illustration de 1948 à 1955 puis rejoint le groupe Publicis.

## Ouvrages
- Les Prisonniers de guerre (1914-1919), Paris, 1929
- Le Procès du général Boulanger, 1886-1891, Paris, 1953

## Honneurs
- Grand-croix de la Légion d'honneur
- Médaille de l'Yser de Belgique
- Commandeur de l'Ordre de Saint-Sava de Serbie
- Grand-Officier de l'Ordre hafidien du Maroc